# Adrogué
Adrogué är en ort i Argentina.   Den ligger i provinsen Buenos Aires, i den centrala delen av landet, 21 kilometer söder om huvudstaden Buenos Aires. Adrogué ligger 24 meter över havet och antalet invånare är 28 265.
Terrängen runt Adrogué är mycket platt, och sluttar norrut. Runt Adrogué är det mycket tätbefolkat, med 4 343 invånare per kvadratkilometer.. Närmaste större samhälle är Quilmes, 14,6 kilometer nordost om Adrogué.
Runt Adrogué är det i huvudsak tätbebyggt.